# Uģis Krastiņš
Uģis Krastiņš (ur. 16 maja 1970) – łotewski siatkarz i trener. Grał na pozycji rozgrywającego, reprezentant Łotwy. 
Jego syn Elviss jest fińskim siatkarzem. Jego żona ma na imię Anzelika oraz ma córkę o imieniu Anete.

## Przebieg kariery
| Siatkarz  | Siatkarz                        | Siatkarz                        | Siatkarz                        | Siatkarz                        | Siatkarz                        | Siatkarz                        | Siatkarz                        | Siatkarz                        | Siatkarz                        | Siatkarz                        |                                 |
| Lata      | Klub                            | Klub                            | Klub                            | Klub                            | Klub                            | Klub                            | Klub                            | Klub                            | Klub                            | Klub                            | Klub                            |
| --------- | ------------------------------- | ------------------------------- | ------------------------------- | ------------------------------- | ------------------------------- | ------------------------------- | ------------------------------- | ------------------------------- | ------------------------------- | ------------------------------- | ------------------------------- |
| 1995–1998 | Napapiirin Palloketut Rovaniemi | Napapiirin Palloketut Rovaniemi | Napapiirin Palloketut Rovaniemi | Napapiirin Palloketut Rovaniemi | Napapiirin Palloketut Rovaniemi | Napapiirin Palloketut Rovaniemi | Napapiirin Palloketut Rovaniemi | Napapiirin Palloketut Rovaniemi | Napapiirin Palloketut Rovaniemi | Napapiirin Palloketut Rovaniemi | Napapiirin Palloketut Rovaniemi |
| 1998–1999 | Pauk Domaljevac Županja         | Pauk Domaljevac Županja         | Pauk Domaljevac Županja         | Pauk Domaljevac Županja         | Pauk Domaljevac Županja         | Pauk Domaljevac Županja         | Pauk Domaljevac Županja         | Pauk Domaljevac Županja         | Pauk Domaljevac Županja         | Pauk Domaljevac Županja         | Pauk Domaljevac Županja         |
| 1999–2000 | Napapiirin Palloketut Rovaniemi | Napapiirin Palloketut Rovaniemi | Napapiirin Palloketut Rovaniemi | Napapiirin Palloketut Rovaniemi | Napapiirin Palloketut Rovaniemi | Napapiirin Palloketut Rovaniemi | Napapiirin Palloketut Rovaniemi | Napapiirin Palloketut Rovaniemi | Napapiirin Palloketut Rovaniemi | Napapiirin Palloketut Rovaniemi | Napapiirin Palloketut Rovaniemi |
| 2000–2001 | Nice VB                         | Nice VB                         | Nice VB                         | Nice VB                         | Nice VB                         | Nice VB                         | Nice VB                         | Nice VB                         | Nice VB                         | Nice VB                         | Nice VB                         |
| 2001–2007 | Perungan Pojat                  | Perungan Pojat                  | Perungan Pojat                  | Perungan Pojat                  | Perungan Pojat                  | Perungan Pojat                  | Perungan Pojat                  | Perungan Pojat                  | Perungan Pojat                  | Perungan Pojat                  | Perungan Pojat                  |
| Trener    |                                 |                                 |                                 |                                 |                                 |                                 |                                 |                                 |                                 |                                 |                                 |
| Lata      | Klub/Reprezentacja              | Funkcja                         |                                 |                                 |                                 |                                 |                                 |                                 |                                 |                                 |                                 |
| 2007–2009 | SK Rīga                         | I trener                        |                                 |                                 |                                 |                                 |                                 |                                 |                                 |                                 |                                 |
| 2008–2013 | Łotwa                           | asystent trenera                |                                 |                                 |                                 |                                 |                                 |                                 |                                 |                                 |                                 |
| 2009–2016 | Valepa Sastamala                | I trener                        |                                 |                                 |                                 |                                 |                                 |                                 |                                 |                                 |                                 |
| 2016–     | Barkom-Każany Lwów              | I trener                        |                                 |                                 |                                 |                                 |                                 |                                 |                                 |                                 |                                 |
| 2017–2024 | Ukraina                         | I trener                        |                                 |                                 |                                 |                                 |                                 |                                 |                                 |                                 |                                 |

## Jako siatkarz

### Sukcesy klubowe
Liga chorwacka:
- 1999

Liga fińska:
- 2003, 2007, 2008
- 2000, 2002
- 2006

## Jako trener

### Sukcesy klubowe
Liga fińska:
- 2012, 2014
- 2011, 2016
- 2013, 2015

Puchar Finlandii:
- 2013

Superpuchar Ukrainy:
- 2016, 2018, 2019, 2020

Puchar Ukrainy:
- 2017, 2018, 2019, 2021

Liga ukraińska:
- 2018, 2019, 2021
- 2017, 2022

### Sukcesy reprezentacyjne
Liga Europejska:
- 2017[3]
- 2021, 2023